# نسبتاً عجیب و غریب
مجموعه فیلم نسبتاً عجیب و غریب (به انگلیسی: Fairly Odd)یک فیلم تلویزیونی سه قسمتی به کارگردانی بوچ هارتمن و بر گرفته از انیمیشن تلویزیونی والدین نسبتاً عجیب و غریب است که از شبکه نیکلودئون پخش شد.

## داستان
داستان این مجموعه فیلم و انیمیشن ، ماجراهای روزمره تیمی ترنر، یک پسر نوجوان است که به او یک پدرخوانده و مادرخوانده پری به نام های کازمو و واندا اعطا شده است.او همچنین پرستاری شرور و خودخواه و بدجنس به نام ویکی دارد که عاشق خرابکاری و آزار دادن دیگران می باشد.

## فیلم ها
- یک فیلم نسبتاً عجیب و غریب
- یک کریسمس نسبتاً عجیب و غریب
- یک تابستان نسبتاً عجیب و غریب